# Harnaaz Sandhu
Harnaaz Kaur Sandhu (en hindi: हरनाज़ कौर संधू; Chandigarh, 3 de marzo de 2000) es una actriz, modelo y reina de belleza india ganadora del título Miss Diva Universo 2021 (Miss Universo India) y Miss Universo 2021, siendo la tercera mujer de India en ganar el concurso de Miss Universo.

## Biografía

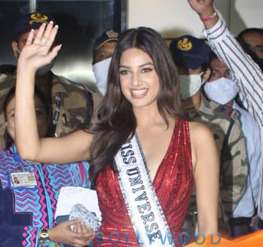
Miss Universo 2021, Harnaaz Kaur Sandhu regresa a la India.

Nació en una familia sij en Punjab, en el distrito Gurdaspur. Su padre es corredor de bienes raíces y su madre ginecóloga, quien le inspiró en su proyecto asociado a la higiene menstrual en su país, y tiene un hermano. En 2006 la familia emigró a Inglaterra, regresando dos años después para asentarse en Chandigarh, donde asistió a la escuela pública de Shivalik en Mohali y al colegio Público de Pregrado para niñas.
Actualmente, está cursando una maestría en administración pública, y es una ferviente activista y defensora de los animales. Harnaaz habla de manera nativa el idioma Panyabí, así como con fluidez el Hindi y el Inglés.

### Incursión en los concursos de belleza
Harnaaz comenzó a competir en concursos cuando era adolescente, ganando títulos como Miss Chandigarh 2017 y Miss Max Emerging Star India 2018, sin que su padre conociera ello y se enteró luego de que ella ganara los certámenes, con lo que terminó aceptando su participación en ellos.
De igual forma, intentó ganar el certamen Femina Miss India 2019 el cual corona a la representante de India a Miss Mundo, con lo que participó en el certamen regional Punyab, el cual ganó, y logró ubicarse en el top 12 del certamen nacional. Esto le dio derecho a participar en Femina Miss India 2019.  Durante la final, uno de los jueces le hizo una pregunta - «Si tuvieras que aparecer en la portada de una revista popular, ¿qué portada sería y por qué?», a lo que Sandhu respondió que le gustaría aparecer en la revista Femina. Al final del evento, Suman Rao de Rajastán, ganó Femina Miss India World.
Durante el concurso preliminar celebrado el 22 de septiembre, Sandhu ganó el premio Miss Piel Bonita y se convirtió en finalista de Miss Cuerpo de Playa, Miss Sonrisa Bonita, Miss Fotogénica y Miss Talento.
En 2021 Harnaaz se postuló a Miss Diva 2021, el concurso encargado de seleccionar la representante de su país para Miss Universo y Miss Supranacional, el cual ganó, con lo que pudo participar en Miss Universo 2021, obteniendo la tercera corona para su país India.

## Miss Universo 2021
Sandhu representó a la India y ganó Miss Universo 2021 el 13 de diciembre de 2021 en Eilat, Israel. En la ronda de traje nacional, Sandhu llevaba un lehenga rosa real con paraguas rosa a juego adornado con espejos. El presentador Steve Harvey la anunció como Miss Universo 2021 y fue coronada por la titular saliente Andrea Meza de México.
Como Miss Universo, Sandhu viajó a Israel, varias ciudades dentro de los Estados Unidos,Filipinas,Indonesia, Vietnam, Sudáfrica, Colombia, Tailandia, y su país natal, India. Durante su reinado, se encargó de promover campañas en relación con la higiene menstrual tanto en su país de origen, como en los diferentes lugares que pudo visitar.
El 14 de enero de 2023, Sandhu coronó a R'Bonney Gabriel de Estados Unidos como su sucesora en Miss Universo 2022 en el New Orleans Morial Convention Center, Nueva Orleans, Luisiana, Estados Unidos.

## Filmografía

### Películas
| Año  | Título                 | Papel       | Idioma  | Ref.   |
| ---- | ---------------------- | ----------- | ------- | ------ |
| 2021 | Yaara Diyan Poon Baran | Desconocido | Punyabí | [ 34 ] |
| 2022 | Bai Ji Kuttange        | Harleen     | Punyabí | [ 35 ] |

### Televisión
| Año  | Título                     | Papel                              | Notas                  | Ref.   |
| ---- | -------------------------- | ---------------------------------- | ---------------------- | ------ |
| 2019 | Miss India 2019            | Ella misma/Concursante             |                        | [ 36 ] |
| 2021 | Udaariyaan                 | Concursante de concurso de belleza | Cameo                  | [ 37 ] |
| 2021 | Miss Diva Universe 2021    | Ella misma/Concursante/Ganadora    |                        | [ 38 ] |
| 2021 | Good Morning America       | Ella misma                         | Aparición especial     |        |
| 2021 | Miss Universo 2021         | Ella misma/Concursante/Ganadora    | Certamen internacional | [ 39 ] |
| 2021 | Good Morning America       | Ella misma                         | Aparición especial     |        |
| 2022 | India's Got Talent         | Ella misma                         | Aparición especial     |        |
| 2022 | Miss Universo Vietnam 2022 | Ella misma                         | Jurado                 | [ 40 ] |

### Videos musicales
| Año  | Título     | Cantante(s) | Discográfica     | Ref.   |
| ---- | ---------- | ----------- | ---------------- | ------ |
| 2019 | Tarhthalli | The Landers | Sony Music India | [ 41 ] |